# 1-я Кавказская стрелковая дивизия (Российская империя)
1-я Кавказская стрелковая дивизия (до 23 октября 1915 года — 1-я Кавказская стрелковая бригада) — стрелковое соединение (с момента сформирования бригада, затем дивизия) в составе Русской императорской армии.
До 15 февраля 1900 года бригада была безномерной и имела наименование — Кавказская стрелковая бригада. Штаб-квартиры бригады: Тифлис (1870 —1877, 1878 —1885 гг., 1885 —1914), Мерв (1885 — 1886 гг.).

## История
В августе 1870 года в Русской армии из стрелковых батальонов пехотных дивизий было сформировано восемь стрелковых бригад четырёхбатальоного состава, в том числе и Кавказская стрелковая. Дислоцировалась в городе Тифлис, Тифлисской губернии, Кавказский военный округ. В состав бригады входили управление, 1-й, 2-й, 3-й и 4-й Кавказские стрелковые батальоны (отдельные части).
Во время русско-турецкой войны (1877-1878) бригада вела боевые действия на границе с Османской империей, действовала в её Азиатской части. После окончания Турецкой войны формирование стрелков вернулось в место своей постоянной дислокации, в город Тифлис.
В период с 1885 года по 1886 год соединение стрелков выполняло задачи в Закаспийской области, а его управление дислоцировалось в городе Мерв, после выполнения задач формирование вернулось в Тифлис.
По решению Военного ведомства 22 марта 1899 года Кавказская бригада стрелков вошла в состав 2-го Кавказского армейского корпуса.
15 февраля 1900 года соединению присвоен войсковой номер, после сформирования 2-й Кавказской стрелковой бригады, и она стала именоваться как 1-я Кавказская стрелковая бригада.
К 1 сентября 1910 года бывшие батальоны бригады был развёрнуты в 2-х батальонные Кавказские стрелковые полки.
Во время Первой мировой войны бригада была переформирована в дивизию. Участвовала в сражениях на Северо-Западном, Северных фронтах.
Расформирована в январе 1918 года.

## Состав бригады

### 1870—1910
- управление;
- четыре Кавказских стрелковых батальона;
- 1-й Кавказский стрелковый артиллерийский дивизион.

### 1910—1918
- управление;
- 1-й Кавказский стрелковый Ген-Фельдмаршала Вел. кн. Михаила Николаевича полк. Дислокация — Тифлис, год сформирования — 1837, праздник части — 10 июля;
- 2-й Кавказский стрелковый полк. Дислокация — Тифлис, год сформирования — 1856, праздник части — 6 декабря;[1]
- 3-й Кавказский стрелковый полк. Дислокация — Елисаветполь, год сформирования — 1856, праздник части — 6 декабря;
- 4-й Кавказский стрелковый полк. Дислокация — Гори, год сформирования — 1856, праздник части — 13 ноября.
- 1-я стрелковая артиллерийская бригада, (до 24.05.1915), 3-й Кавказский стрелковый артиллерийский дивизион (06.06.1915-02.12.1916), 1-я Кавказская стрелковая артиллерийская бригада (с 02.12.1916)

## Наименования
В период своего существования соединение имело следующие наименования:
- с 31.08.1870 г. — Кавказская стрелковая бригада;
- с 15.02.1900 г. — 1-я Кавказская стрелковая бригада;
- с 23.10.1915 г. — 1-я Кавказская стрелковая дивизия.

## Начальники бригады и дивизии
- 14.09.1870 — 01.11.1876 — генерал-лейтенант князь Шаховской, Алексей Иванович
- 03.12.1876 — 09.02.1886 — флигель-адъютант полковник (с 30.08.1877 генерал-майор Свиты Е. И. В.) Гурчин, Александр Викентьевич
- 19.02.1886 — 12.10.1895 — генерал-майор (с 06.10.1888 генерал-лейтенант) Трейтер, Василий Васильевич
- 01.11.1895 — 30.01.1902 — генерал-майор барон Зальца, Антон Егорович
- 10.02.1902 — 23.11.1904 — генерал-майор Светлов, Николай Егорович
- 30.11.1904 — 16.06.1905[2] — генерал-майор Горский, Иосиф Иванович
- 23.06.1905 — 18.07.1907 — генерал-майор Зноско-Боровский, Николай Александрович
- 08.08.1907 — 12.03.1908 — генерал-майор Вольский, Сигизмунд Викторович
- 01.04.1908 — 04.11.1910 — генерал-майор Снарский, Иван Александрович
- 07.12.1910 — 09.04.1913 — генерал-майор Бокщанин, Франц Викентьевич
- 09.04.1913 — 25.01.1914 — генерал-майор Постовский, Петр Иванович
- 23.07.1914 — 22.04.1915 — генерал-майор Полянский, Алексей Сергеевич
  - 17.01.1915 — хх.хх.1916 — и. д. полковник Морозов, Николай Аполлонович
- 22.04.1915 — после 10.07.1916[3] — генерал-лейтенант Беков, Константин Николаевич[4]

## Начальники штаба
- 02.06.1908 — 13.05.1913 — полковник Карнаухов, Михаил Михайлович
- 27.05.1913 — 01.06.1914 — полковник Лобачевский, Владимир Владимирович
- 17.01.1915 — 01.01.1916 — полковник Морозов, Николай Аполлонович
- 08.07.1916 — 17.04.1917 — полковник (с 06.12.1916 генерал-майор) Евреинов, Константин Леонидович
- 20.09.1917 — хх.хх.хххх — подполковник Терванд, Иван (Ян) Иванович

## Дивизионная (до 1915 г. бригадная) артиллерия
В 1892—1897 годах Кавказской стрелковой бригаде были приданы 1-я и 2-я горные батареи (бывшие 5-я и 6-я горные батареи 19-й артиллерийской бригады).

#### Командиры 1-й горной батареи
В 1897 году батарея вошла в состав Кавказского стрелкового артиллерийского дивизиона.
- хх.хх.1892 — хх.хх.хххх — подполковник Политковский, Гавриил Яковлевич
- 20.07.1894 — 06.01.1900 — подполковник Жильцов, Александр Алексеевич

#### Командиры 2-й горной батареи
В 1897 году батарея была отчислена в состав Кавказской гренадерской артиллерийской бригады.
- 29.07.1892 — 30.10.1892 — подполковник Дирин, Александр Николаевич
- хх.хх.1892 — 1900/1901 — подполковник Руссов, Николай Александрович

К концу 1897 года для Кавказской стрелковой бригады был сформирован Кавказский стрелковый артиллерийский дивизион.

### Командиры Кавказского стрелкового артиллерийского дивизиона
- 01.01.1898 — 29.12.1899 — полковник Каневский, Иван Яковлевич
- 30.12.1899 — 07.07.1900[7] — полковник Верещагин, Василий Николаевич
- 18.07.1900 — 05.01.1902[8] — полковник Оссовский, Константин Несторович
- 27.02.1902 — 10.06.1903 — полковник Асеев, Дмитрий Павлович
- 10.06.1903 — 04.03.1910 — полковник Дмитриев, Михаил Андреевич

В 1910 году Кавказский стрелковый артиллерийский дивизион был расформирован.